# علیرضا ابراهیمی (بازیکن فوتبال، زاده ۱۳۷۸)
علیرضا ابراهیمی (زادهٔ ۱۹۹۹) در بوشهر؛ بازیکن فوتبال اهل ایران است که در پست مدافع بازی می‌کند.
علیرضا ابراهیمی سابقه بازی در تیم‌های شاهین بوشهر، شاهین بندر عامری و چادرملو، آرمان گهر سیرجان،  مس شهر بابک را در کانارمه خود دارد.

## دوران باشگاهی

### شاهین بوشهر
وی اولین بازی خود در لیگ برتر خلیج فارس را در هفته ششم لیگ برتر فوتبال ایران ۹۹–۱۳۹۸، مقابل باشگاه فوتبال فولاد خوزستان انجام داد.